# 黑老夭乡
黑老夭乡是中华人民共和国内蒙古自治区呼和浩特市和林格尔县下辖的一个乡。
2012年1月20日，内蒙古自治区人民政府批复同意从新店子镇划出部分区域，设立黑老夭乡，辖黑老夭、南夭子、窝铺、永磨、昆都仑、小王坟、前坝7个村，乡人民政府驻黑老夭。

## 行政区划
黑老夭乡下辖以下村级行政区划单位：
黑老夭村、南夭子村、窝铺村、水磨村、昆都仑村、前坝村和小王坟村。